# 임고서원
임고서원(臨皐書院)은 대한민국 경상북도 영천시 임고면 양항리에 있는, 포은 정몽주의 충절을 기리기 위한 서원이다. 1985년 10월 15일 경상북도의 기념물 제62호로 지정되었다.

## 개요
포은 정몽주의 충절을 기리기 위한 서원이다.
정몽주(1337∼1392)는 공민왕 9년(1360)에 과거에 급제하여 지금의 국무총리격인 정승 자리에까지 오른 문신이다. 왜구 토벌에 많은 공을 세웠으며, 당시 긴장상태에 있던 명나라에 건너가 뛰어난 외교술을 발휘하기도 했다. 성리학에 뛰어나 동방이학의 시조로 불리며 시와 글, 그림에도 탁월했다. 특히 시조 단심가는 두 왕조를 섬기지 않는다는 그의 충절을 표현한 대표적인 작품으로 유명하다. 기울어가는 국운을 걱정하며 고려를 끝까지 지키려 했지만 이방원(조선 태종)이 살해하였다.
임고서원은 조선 명종 8년(1553) 임고면 고천동 부래산에 세웠다. 임진왜란으로 소실되어 선조 36년(1603)에 다시 지었으며, 이 때 임금으로부터 이름을 받아 사액서원이 되었다.
인조 21년(1643)에는 여헌 장현광을, 영조 3년(1727)에는 지봉 황보인을 추가로 모셨다. 그 뒤 흥선대원군의 서원철폐령으로 고종 5년(1868)에 철거되었으나 1965년에 정몽주의 위패만을 모시고 복원하였다.

## 같이 보기
- 정몽주
- 임고서원 전적 - 보물 제1109호
- 정몽주 초상 - 보물 제1110-1호
- 영천 임고서원 영조을묘모본 정몽주 초상 및 함 - 경상북도 유형문화재 제537호
- 임고서원 은행나무 - 경상북도 기념물 제63호

## 참고 문헌
- 임고서원 - 국가유산청 국가유산포털